# Боевая звезда
Боевая звезда (англ. Battlestar; настоящее имя — Лемар Хоскинс (англ. Lemar Hoskins)) — вымышленный персонаж комиксов, которые издаёт компания Marvel Comics. Он стал пятым персонажем, принявшим прозвище Баки, прежде чем взять имя Боевой звезды.
Персонаж дебютировал в Captain America #323 (ноябрь 1986) и был создан Марком Грюнвальдом и Полом Нири.
Кле Беннетт сыграл героя в сериале «Сокол и Зимний солдат», который вышел на Disney+ в 2021 году в рамках КВМ.